# Brawe (Adelsgeschlecht)

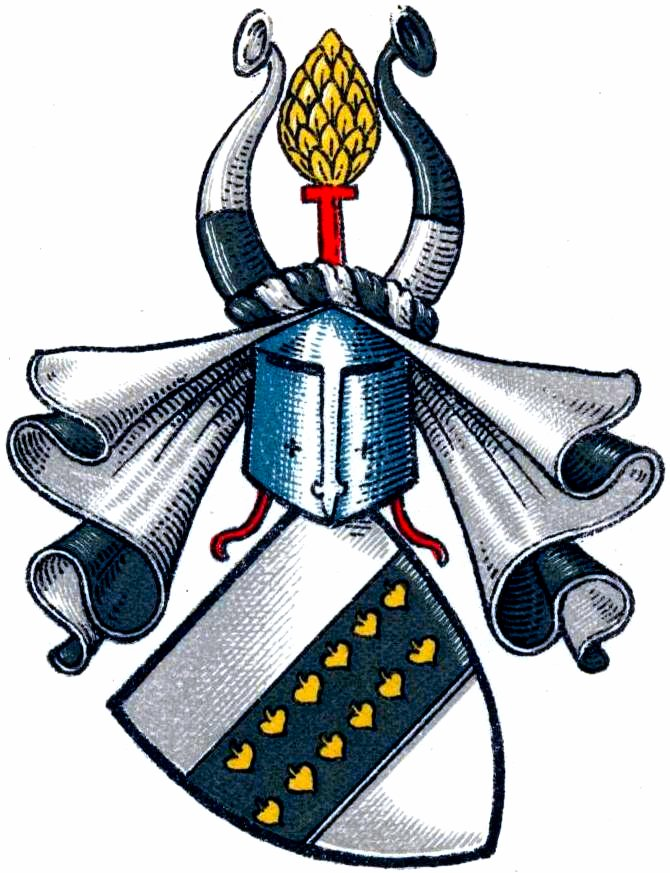
Wappen derer von Brawe

Die Herren von Brawe waren ein niedersächsisches Adelsgeschlecht.

## Geschichte
Das Geschlecht war seit dem 12. Jahrhundert im Oldenburgischen und Emsland ansässig und stellte u. a. Burgmänner zu Quakenbrück. Später verbreitete sich das Geschlecht nach Braunschweig und Sachsen. Auch im Baltikum finden sich Familienmitglieder, so 1553 ein Hans Brawe als „alter Cumpan“ zu Jerwen.
Else von Brawe heiratete 1521 Johann von dem Campe zu Haus Campe in Steinbild zwischen Walchum und Sustrum in der Samtgemeinde Dörpen im Landkreis Emsland. Johann besaß den Rolfschen Anteil des 1403 im Rahmen einer Erbteilung geteilten Guts Campe. Kurz nach der Eheschließung verstarb Johann ohne Nachkommen. Nach Elses Ableben erbte ihr Bruder Heinrich von Brawe, Quakenbrücker Burgmann, den Rolfschen Anteil an Gut Campe. Später erbte Heinrichs Sohn Hermann, der mit Else von Schade zu Ihorst verheiratet war, den väterlichen Besitz. Ihr Sohn Heinrich von Brawe trat 1607 die Nachfolge als Gutsbesitzer an. 1611 kaufte Heinrich von Brawe dann auch den anderen Campschen Teil, den Hermannschen Anteil, von Anna Elisabeth von Brae und ihrem Ehemann Philipp Ludwig von Baumbach. Dadurch wurde das adlige Gut Campe in der Hand von Heinrich von Brawe nach 208 Jahren wiedervereint.
Im Jahre 1614 heiratete Heinrich von Brawe Alma Margarethe von Plettenberg. Nach Heinrichs Tod 1622 wurde zunächst sein ältester Sohn Hermann Christian neuer Besitzer von Haus Campe. Als dieser 1652 ohne Nachkommen starb, trat Hermann Christians Bruder Otto Nagel von Brawe, der mit Gertrud Cornelia von Grothaus zu Mesenburg und Vehr verheiratet war, die Nachfolge an. Dessen Sohn Hermann Smerten Christian beerbte ihn. 
Mit dem Tod von Hermann Smerten von Brawe am 19. Oktober 1694 erlosch die Campe-Linie des Geschlechts im Mannesstamm. Hermann Smertens Schwester Alma Sybille brachte das Gut in die Ehe mit Hermann von Dincklage aus dem Hause Schulenburg. Ein Familienmitglied der Herren von Dincklage, Friedrich von Dincklage-Campe (1839–1918), deutscher Berufsoffizier und Militärschriftsteller, nutzte später das Pseudonym „Hans Nagel von Brawe“.
Neben der Campe-Linie existierte eine weitere, länger blühende Linie des Geschlechts in Sachsen. Zu dieser Linie zählte u. a. auch der Dramatiker Joachim Wilhelm von Brawe (1738–1758).

## Persönlichkeiten
- Joachim von Brawe (1663–1740), Diplomat
- Johann Jakob von Brawe († 1773), Vizekanzler des Herzogtums Sachsen-Weißenfels, ab 1743 Geheimer Kammer- und Bergrat beim Kameralkollegium in Dresden, Sohn des Joachim von Brawe
- Joachim Wilhelm von Brawe (1738–1758), deutscher Dramatiker, Sohn von Johann Jakob von Brawe
- Johann Friedrich August von Brawe (1752–1825), Halbbruder von Johann Wilhelm von Brawe, Sohn von Johann Jakob von Brawe, Geheimer Regierungsrat und Oberamtshauptmann in Camburg
- Johann Friedrich Ernst von Brawe (1746–1806), Halbbruder von Johann Wilhelm von Brawe, Sohn von Johann Jakob von Brawe, deutscher Offizier, Beamter und Schriftsteller

## Wappen
Blasonierung: In Silber ein schwarzer mit zwei Reihen von je sechs goldenen hängenden Lindenblättern belegter Balken. Auf dem schwarz-silber bewulsteten Helm zwei silber-schwarz quergeteilte Büffelhörner von gewechselten Farben, dazwischen eine rote Säule, auf dieser goldene Blätter in Form eines Tannenzapfens. Die Helmdecken sind schwarz-silbern.
Weitere Wappendarstellung bei Siebmacher mit grünen Blättern, silbernen Büffelhörnern und silberner Säule:

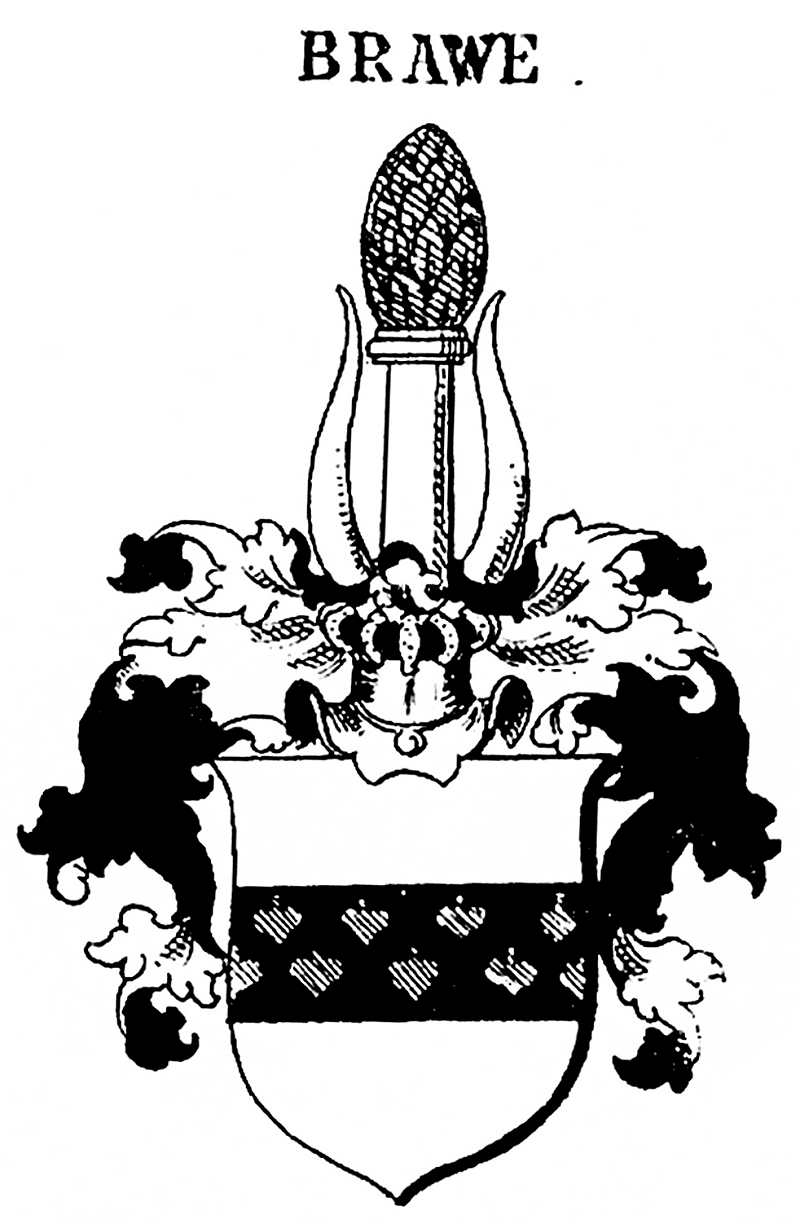
Wappen derer von Brawe bei Siebmacher